# (2011) Veteraniya
(2011) Veteraniya – planetoida z pasa głównego asteroid okrążająca Słońce w ciągu 3 lat i 252 dni w średniej odległości 2,39 au. Została odkryta 30 sierpnia 1970 roku w Krymskim Obserwatorium Astrofizycznym w Nauczny na Krymie przez Tamarę Smirnową.
Nazwa planetoidy nawiązuje do radzieckich weteranów II wojny światowej. Przed jej nadaniem planetoida nosiła oznaczenie tymczasowe (2011) 1970 QB1.

## Klasyfikacja
Veteraniya jest członkiem rodziny Westa. Krąży wokół Słońca w wewnętrznym pasie głównym w odległości 2,0-2,7 AU raz na 3 lata i 8 miesięcy (1347 dni). Jej orbita ma mimośród 0,15 i nachylenie 6° w stosunku do ekliptyki. Pierwsze odkrycie zostało wykonane w Obserwatorium Palomar w 1950 roku, wydłużając łuk obserwacyjny asteroidy o 20 lat przed jej odkryciem.

## Charakterystyka fizyczna
Collaborative Asteroid Lightcurve Link (CALL) i wielkoskalowe badanie Pan-STARRS klasyfikują ją odpowiednio jako asteroidę typu S i V.
Według badania przeprowadzonego przez misję NEOWISE sondy kosmicznej NASA Wide-field Infrared Survey Explorer, powierzchnia asteroidy ma wyjątkowo wysokie albedo wynoszące 0,46 i odpowiadającą mu średnicę 5,2 km podczas gdy CALL zakłada standardowe albedo dla kamienistej asteroidy o masie 0,20. Dlatego CALL oblicza większą średnicę na 7,8 km, ponieważ im niższe albedo (współczynnik odbicia), tym większa średnica ciała przy stałej wielkości bezwzględnej (jasności).
Analiza fotometryczna krzywej jasności przeprowadzona przez japońskiego astronoma Sunao Hasegawa w 2004 roku wykazała, że okres rotacji wynosi 8,209 ± 0,005 godziny z amplitudą jasności 0,30.

## Nazewnictwo
Ta mniejsza planeta została nazwana na cześć radzieckich weteranów Wielkiej Wojny Ojczyźnianej (termin ten jest używany w Rosji do opisania konfliktu toczonego między Związkiem Radzieckim a nazistowskimi Niemcami na froncie wschodnim II wojny światowej w latach 1941–1945). Oficjalna nazwa została opublikowana przez Minor Planet Center w dniu 1 września 1978 r..